# 万年県 (台湾)

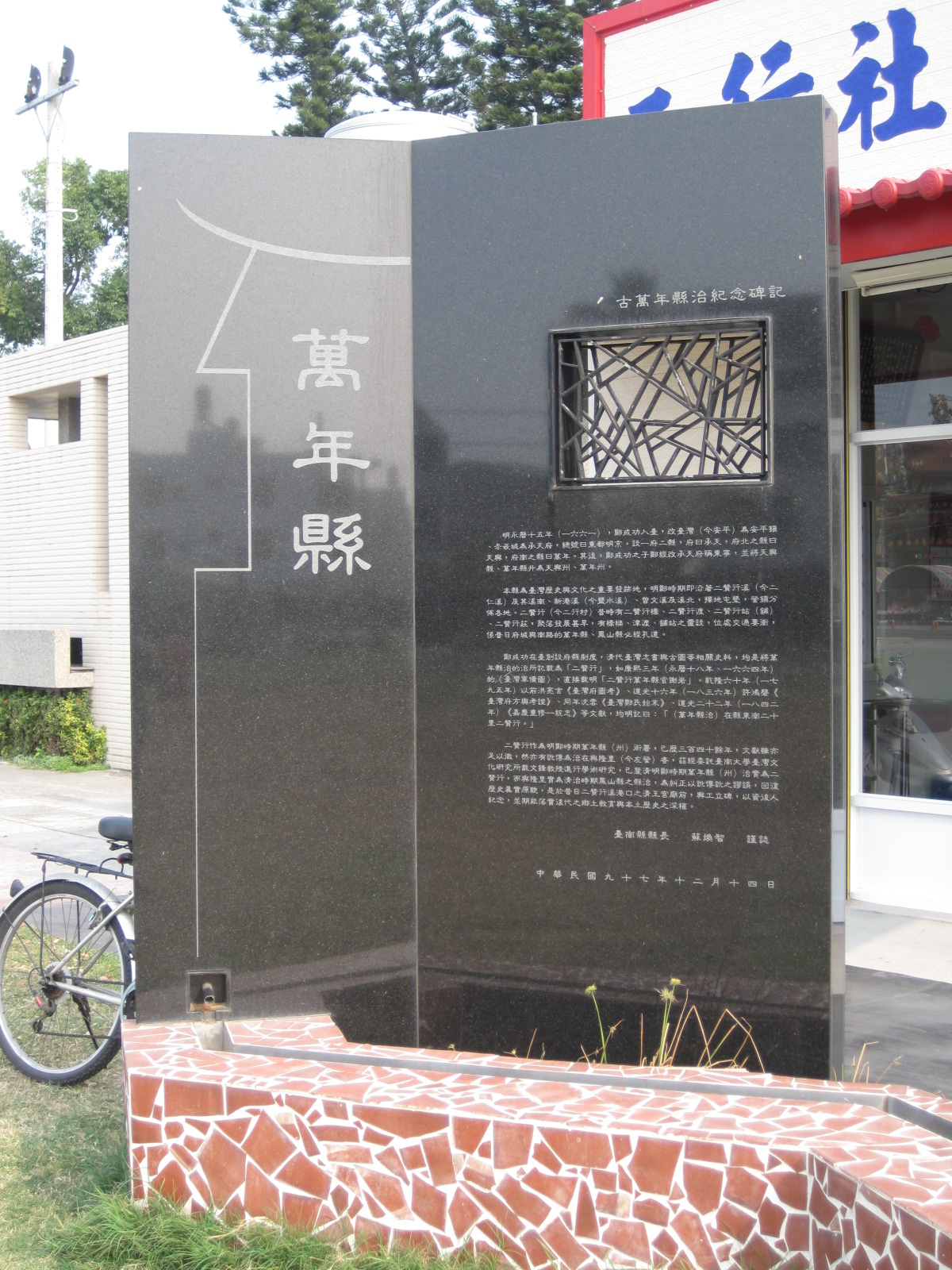
古万年県治記念碑(台南市仁徳区二行里)。

万年県（まんねんけん）は、鄭氏政権 (台湾)に設置された県。県治所在地については現在の台南市仁徳区二行里もしくは高雄市左営区興隆里の2説がある。
1661年（永暦15年）4月、清朝に対抗すべく台湾に逃れた鄭成功はオランダの拠点であったプロヴィンティア城を攻撃、その跡地を東都明京と定め承天府を設置、下部に天興県及び万年県の2県を設置した。
1664年（永暦18年）、鄭成功の後を継いだ鄭経は福建の支配権を放棄、東都を東寧と改称すると共に、承天府所管県を州に昇格、万年県は万年州とされた。
1683年（永暦37年）、清朝の攻撃により鄭氏政権は崩壊、翌年清朝は台湾府を福建省に設置、その下部に諸羅県、台湾県、鳳山県が設置された。台湾県、鳳山県が旧万年県の管轄地区に相当する。